# Nizina Śląska
Nizina Śląska (318.5) (czes. Slezská nížina, dawniej cz. Oderská nížina, niem. Schlesische Niederung, Schlesische Tiefebene, Schlesische Bucht lub Oderebene) – makroregion będący rozległą równiną w południowo-zachodniej Polsce i północnych Czechach.

## Położenie
Jest to najdalej wysunięty na południe makroregion podprowincji Nizin Środkowopolskich. Leży pomiędzy Przedgórzem Sudeckim i Sudetami na południu, Kotliną Ostrawską na południowym wschodzie, Wyżyną Śląsko-Krakowską na wschodzie, Wałem Trzebnickim na północy i Niziną Śląsko-Łużycką na zachodzie, głównie wzdłuż doliny Odry. Wysokość od ok. 99 do 260 m n.p.m.

## Opis
Nizina Śląska stanowi równinę o powierzchni ok. 13 000 km². Osią niziny z południowego wschodu na północny zachód płynie Odra, której dopływami z lewej strony są: Osobłoga, Nysa Kłodzka, Oława, Ślęza, Bystrzyca i Kaczawa oraz z prawej: Mała Panew, Stobrawa i Widawa. Nizina ma korzystne warunki klimatyczne i glebowe.

## Podział
Wysoczyzna Rościsławska
     Pradolina Wrocławska
     Równina Wrocławska
     Dolina Nysy Kłodzkiej
     Równina Niemodlińska
     Równina Oleśnicka
     Równina Opolska
     Płaskowyż Głubczycki
     Kotlina Raciborska

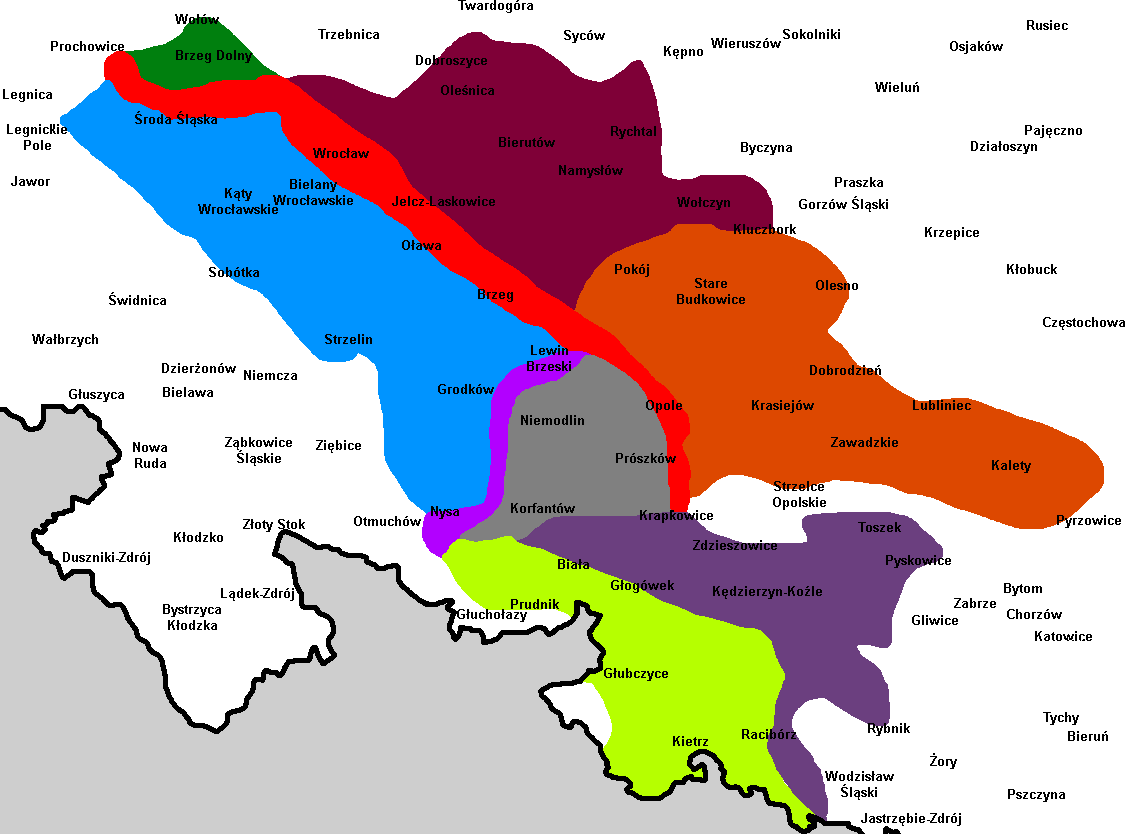
Wysoczyzna Rościsławska
Pradolina Wrocławska
Równina Wrocławska
Dolina Nysy Kłodzkiej
Równina Niemodlińska
Równina Oleśnicka
Równina Opolska
Płaskowyż Głubczycki
Kotlina Raciborska

W jej obrębie wyróżnia się dziewięć mezoregionów: Wysoczyznę Rościsławską, Pradolinę Wrocławską, Równinę Wrocławską, Dolinę Nysy Kłodzkiej, Równinę Niemodlińską, Równinę Oleśnicką, Równinę Opolską, Płaskowyż Głubczycki i Kotlinę Raciborską.

### Wysoczyzna Rościsławska
Wysoczyzna Rościsławska jest niewielką, za to najbardziej na północny zachód wysuniętą częścią Niziny Śląskiej. Leży pomiędzy Pradoliną Wrocławską a Wzgórzami Trzebnickimi.

### Pradolina Wrocławska
Pradolina Wrocławska ciągnie się wzdłuż Odry na długości 100 km, od Kotliny Raciborskiej po Obniżenie Ścinawskie w obrębie Wzgórz Trzebnickich.

### Równina Wrocławska
Równina Wrocławska jest stosunkowo dużą jednostką leżącą pomiędzy Pradoliną Wrocławską a Przedgórzem Sudeckim. Dzieli się na trzy mikroregiony. Są to: Wysoczyzna Średzka, Równina Kącka i Równina Grodkowska.

### Dolina Nysy Kłodzkiej
Dolina Nysy Kłodzkiej rozciąga się prostopadle do Pradoliny Wrocławskiej od Przedgórza Paczkowskiego ku północnemu wschodowi.

### Równina Niemodlińska
Równina Niemodlińska leży w widłach Utworzonych przez Odrę i Nysę Kłodzką. Na południu graniczy z Kotliną Raciborską i Płaskowyżem Głubczyckim.

### Równina Oleśnicka
Równina Oleśnicka znajduje się po wschodniej stronie Odry w dorzeczu Stobrawy i Widawy. Jest to morenowa równina z ostańcami firm glacjalnych zlodowacenia środkowopolskiego oraz średnio urodzajnymi glebami pseudobielicowymi.

### Równina Opolska
Równina Opolska na wschód od Opola obejmuje część prawego dorzecza Odry na południe od doliny Stobrawy do Obniżenia Małej Panwi. Pomiędzy Stobrawą a Małą Panwią występują rozległe tereny piaszczyste z wydmami, porośnięte lasami iglastymi (Bory Stobrawskie). Pod Opolem znajdują się pokłady kredy.

#### Opole
Opole (130 tys. mieszkańców) powstało w miejscu przeprawy przez Odrę i już od XI wieku było siedzibą książęcą. Rozbudowa przemysłu wpłynęła znacznie na rozwój współczesnego miasta Opola. W podłożu występują margle kredowe, które dostarczają surowców do przemysłu cementowego. Jak na całej Nizinie Śląskiej rozwija się tu rolnictwo. Miasto jest także węzłem komunikacyjnym (zbieg siedmiu linii kolejowych). Jest także stolicą województwa opolskiego.

### Równina Niemodlińska
Równina Niemodlińska leży między Doliną Odry a Doliną Nysy Kłodzkiej, na południu dotyka płaskowyżu Głubczyckiego. Na terenach piaszczystych leżą Bory Niemodlińskie.

### Płaskowyż Głubczycki
Płaskowyż Głubczycki jest lekko pofalowaną wierzchowiną lessów przekraczającą w części środkowej 280 m n.p.m., poprzecinaną lewobrzeżnymi dopływami Odry. Zbudowany jest z iłów mioceńskich przykrytych utworami dyluwialnymi. Iły wchodzą szerokimi pasami na powierzchnię w postaci złóż gipsów (okolice Kietrza).

### Kotlina Raciborska
Kotlina Raciborska jest najdalej ku południowemu wschodowi wysuniętą częścią Niziny Śląskiej (wzdłuż biegu Odry) wypełnioną piaskami. Północną część Kotliny przecina Kanał Gliwicki.

## Rzeki
Większe rzeki: Odra (rzeka główna), Osobłoga, Mała Panew, Nysa Kłodzka, Ślęza, Bystrzyca oraz Kaczawa (większe dopływy).

## Miasta
| Lp. | Herb | Miasto           | Ludność (2018) |
| --- | ---- | ---------------- | -------------- |
| 1.  |      | Wrocław          | 640 648        |
| 2.  |      | Opole            | 128 137        |
| 3.  |      | Kędzierzyn-Koźle | 61 062         |
| 4.  |      | Racibórz         | 54 882         |
| 5.  |      | Nysa             | 44 044         |
| 6.  |      | Oleśnica         | 37 242         |
| 7.  |      | Brzeg            | 35 930         |
| 8.  |      | Oława            | 32 927         |
| 9.  |      | Lubliniec        | 23 818         |
| 10. |      | Kluczbork        | 23 661         |
| 11. |      | Prudnik          | 21 170         |
| 12. |      | Pyskowice        | 18 456         |
| 13. |      | Namysłów         | 16 490         |
| 14. |      | Krapkowice       | 16 381         |
| 15. |      | Jelcz-Laskowice  | 15 792         |

## Klimat
Osobliwościami klimatu Niziny Śląskiej są: stosunkowo wysoka średnia temperatura roczna, krótkotrwała zima, wczesna wiosna, ciepłe lato i najdłuższy w Polsce okres wegetacyjny (220 dni). Cechy te związane są z istnieniem na południowym zachodzie bariery górskiej Sudetów, z powodu której przy wietrze południowo-zachodnim zmniejsza się wilgotność, spada zachmurzenie i wzrasta temperatura, przy wiatrach północno-wschodnich natomiast wzrastają opady i liczba burz. Zjawiska te związane są z przesuwaniem się niżów barometrycznych i przebiegiem frontu polarnego.

## Roślinność
Dzięki korzystnym warunkom klimatycznym i glebowym Nizina Śląska stała się krainą pól uprawnych. Na terenach piaszczystych jednakże, w pradolinie wrocławsko-magdeburskiej, na stożkach napływowych rzek sudeckich i na sandrach znajdują się przestrzenie zalesione. Inny charakter mają zespoły leśne Wzgórz Trzebnickich. Występują tam lasy bukowe i świerkowe, a także liczne rośliny górskie, np. dziewięćsił bezłodygowy, turzyca górska, nerecznica górska i inne. Wzgórza Trzebnickie to także granica zasięgu jodły oraz olszy szarej. Specyficzne są łęgi doliny Odry. Występują tu przede wszystkim zarośla wierzbowe złożone z wierzby białej, migdałowej, purpurowej i wiciowej, na terenach nawodnionych występuje roślinność wodna m.in. orzech wodny. Występują tu także rozległe łąki. Dolina Odry jest dawnym terenem osadniczym; skupił się wzdłuż niej szereg starych ośrodków miejskich.

## Historia
Nizina Śląska jest centralną częścią Śląska. W jej obrębie leżą: stolica Śląska oraz Dolnego Śląska – Wrocław oraz województwa opolskiego – Opole.